# Râul Căoi
Râul Căoi este un curs de apă, afluent al râului Vețel. 

## Hărți
- Harta județului Hunedoara